# Mount Blackburn
Mount Blackburn je nejvyšší hora Wrangellova pohoří. Leží na jihovýchodě Aljašky, 193 kilometrů severovýchodně od ústí řeky Cooper River,
ve Spojených státech amerických. S nadmořskou výškou 4 996 m
je Mount Blackburn pátou nejvyšší horou Spojených států a dvanáctou nejvyšší horou v Severní Americe. Mount Blackburn je zerodovaný štítový vulkán. Je druhým nejvyšším vulkánem ve Spojených státech, po hoře Mount Bona ležící v pohoří svatého Eliáše. Většina hory je pokryta ledovými poli a ledovci. K hlavním náleží Kennicott Glacier, Nabesna Glacier a Kuskulana Glacier. První výstup na horu uskutečnili B. Gilbert, D. Wahlstrom, H. Gmoser, A. Bitterlich a L. Blumer v roce 1958. Hora je pojmenovaná po americkém senátorovi z konce 19. století.